# Elusa nigricans
Elusa nigricans är en fjärilsart som beskrevs av W. Warren 1913. Elusa nigricans ingår i släktet Elusa och familjen nattflyn. Inga underarter finns listade i Catalogue of Life.